# Hanns-Ulrich Meisel
Hanns-Ulrich Meisel (* 7. August 1943 in Netzschkau) ist ein ehemaliger deutscher Politiker (Neues Forum, Bündnis 90/Die Grünen), Chemiker und Pastor. Er war Mitglied der letzten Volkskammer der DDR und Beobachter im Europäischen Parlament.

## Leben und Beruf
Geboren in Netzschkau in Sachsen, machte er sein Abitur am Philanthropinum in Dessau und studierte von 1963 bis 1968 Chemie an der Ernst-Moritz-Arndt-Universität Greifswald. Er schloss das Studium als Diplom-Chemiker ab und wurde 1986 am Institut für Fotophysik der Technischen Universität Dresden promoviert. Zudem absolvierte er ein Fernstudium der Theologie.
Von 1968 bis 1990 war Meisel wissenschaftlicher Mitarbeiter im Bereich Forschung und Entwicklung in der Filmfabrik Wolfen.
Intensiv engagierte er sich in der evangelischen Kirche und deren Friedensbewegung. Ab 1976 war er Mitglied kirchlicher Synoden, Vorsitzender des Ausschusses für Friedensarbeit der evangelisch-methodistischen Kirche und 1988/89 Delegierter der Ökumenischen Versammlung für Gerechtigkeit, Frieden und Bewahrung der Schöpfung. 1996 wurde er Mitglied im Ausschuss Kirche und Gesellschaft der Konferenz Europäischer Kirchen und von 1997 bis 2008 war er angestellter Pastor, davon einige Jahre als Krankenhausseelsorger im Krankenhaus Martha Maria in Halle.
Meisel ist verheiratet und lebt in Dessau-Roßlau.

## Politik
Meisel trat im September 1989 dem Neuen Forum (NF) bei. Bei der Volkskammerwahl am 18. März 1990 kandidierte er für das Wahlbündnis Bündnis 90, dem neben dem NF auch die Initiative Frieden und Menschenrechte und Demokratie Jetzt angehörten, auf Listenplatz 1 im Bezirk Halle und zog dort als einziger Abgeordneter der Liste in die Volkskammer ein. Mit der Deutschen Wiedervereinigung endete seine Amtszeit am 2. Oktober 1990.
Im Februar 1991 wurde er von der Bundestagsgruppe Bündnis 90/Die Grünen als Beobachter für das Gebiet der ehemaligen DDR ins Europäische Parlament entsandt. Dieses Amt führte er bis zur Europawahl 1994 aus.
1994 kandidierte er erfolglos als Direktkandidat für Bündnis 90/Die Grünen im Wahlkreis Dessau II bei der Landtagswahl in Sachsen-Anhalt. Er erhielt 8,2 % der Stimmen.

## Veröffentlichungen
- Experimentelle Untersuchungen zum Einfluß von Emulsions- und Schichtparametern auf die Schärfe und Empfindlichkeit von Color-Materialien. Dresden 1986, DNB 212525042 (Dissertation an der Fakultät für Naturwissenschaften und Mathematik der TU Dresden).
- Kirschenzeit: eine spannende Erzählung über Kinder, Kirschen und Kanonen samt etlichen Sagen, Märchen und Geschichten von der Kraft der Schwachen. Dessau 2010, ISBN 978-3-00-032651-6.